# Lamed wow
Lamed wow (jiddisch דער למד וואוו'ניק, polnisch Jeden z 36) ist ein jüdischer Stummfilm von 1925 aus Polen in Jiddisch.
Er basiert auf der Legende der 36 Gerechten und ist Teil der in den 1920er-Jahren in Polen einsetzenden technischen Revolution, während derer viele polnische Filme in für damalige Zeiten außergewöhnlich hoher Qualität produziert wurden.

## Inhalt
Der Film stellt einen der 36 Gerechten dar und thematisiert Nationalismus in der Kulisse eines jüdischen Schtetls zur Zeit des Januaraufstandes 1863. Im Gegensatz zu vergleichbaren Filmen mit patriotischem Unterton konzentriert sich Skarzos Werk auf das Leben während der russischen Herrschaft, behält aber das moralische Bewusstsein und das Streben nach nationaler Einheit bei, verpackt in eine historische Szenerie und mit dem dramaturgischen Mittel der unrealistischen Erfolgsaussichten.
Obwohl der Film die polnisch-jüdische Verbundenheit während einer kurzen Phase der politischen Annäherung zwischen polnischer Regierung und jüdischen Parlamentariern beschwören sollte, trägt der Hauptcharakter, der Holzfäller Benedykt, deutlich christliche Züge, indem er die Sünden seiner Mitmenschen auf sich nimmt und sein Leben für sie opfert.

## Rezeption
Der Film wurde erfolgreich exportiert und erzielte insbesondere in den jüdisch geprägten Regionen Moldawien und Bessarabien Publikumserfolge. In der polnischen Presse wurde er größtenteils wohlwollend aufgenommen und u. a. von Stefania Heymanowa als bester Film des Jahres bezeichnet. Während es jedoch das Anliegen des Filmes war, Polen und Juden vereint darzustellen, wurde er von der polnischen Presse als jüdischer Film betrachtet und umgekehrt. Die jüdische Presse kritisierte die christlichen Elemente in der Handlung, Ilustrirter magazin sprach von sogenannten jüdischen Filmen, die nicht viel mit jüdischem Geist und jüdischer Kultur gemein hätten.

## Erscheinungstermin
Der Film kam am 3. Dezember 1925 in die polnischen Kinos.